# Westerveld
Westerveld este o comună în provincia Drenthe, Țările de Jos. 

## Localități componente
Boschoord, Darp, Diever, Dieverbrug, Doldersum, Dwingeloo, Eemster, Frederiksoord, Geeuwenbrug, Havelte, Havelterberg, Leggeloo, Lhee, Lheebroek, Nijensleek, Oude Willem, Uffelte, Vledder, Vledderveen, Wapse, Wapserveen, Wateren, Wilhelminaoord, Wittelte, Zorgvlied..